# André Novais Oliveira
André Novais Oliveira (Contagem, 13 de julho de 1984) é um cineasta brasileiro. Foi sócio-fundador da produtora Filmes de Plástico, criada em 2009, em parceria com os cineastas Gabriel Martins, Maurílio Martins e Thiago Macedo Correia. Novais dirigiu diversos curtas e longa-metragens exibidos e premiados nos mais importantes festivais de cinema do mundo, incluindo o Festival de Cannes, Festival de Brasília, Grande Prêmio do Cinema Brasileiro, Prêmio Guarani de Cinema Brasileiro e outros.

## Biografia
Graduado em história pela PUC-Minas e formado em cinema pela Escola Livre de Cinema, atua como pesquisador sobre história do cinema desde 2006. André começou sua trajetória no cinema frequentando eventos como o Indie Festival e o Festival Internacional de Curtas de Belo Horizonte, onde viu um panfleto sobre a Escola Livre de Cinema. Lá, decidiu fazer o curso e assim realizou seus primeiros curta-metragens. Em paralelo aos estudos de cinema e história, Novais trabalhava como atendente em uma locadora de filmes.
Na Escola Livre de Cinema, conheceu o realizador Gabriel Martins. Este lhe apresentou Maurílio Martins, com quem o trio fundou a produtora Filmes de Plástico. Posteriormente, o cineasta Thiago Macedo Correia também ingressou na produtora. O grupo realizou diversos filmes, muitos em regime de codireção.
Em 2010, Novais realizou o curta-metragem Fantasmas, que foi exibido e premiado em diversos festivais. O filme trouxe atenção para o trabalho do grupo mineiro, que continuou realizando diversos curtas. O filme Fantasmas foi citado pela Associação Brasileira de Críticos de Cinema como um dos 100 melhores curtas brasileiros de todos os tempos, em 31º lugar.
O primeiro longa de Novais, Ela Volta na Quinta, estreou em 2014. Posteriormente, realizou o longa Temporada, agraciado com o Troféu Candango de Melhor Filme do Festival de Brasília.

## Filmografia
| Ano  | Título                        | Formato        |
| ---- | ----------------------------- | -------------- |
| 2004 | Uma Homenagem a Aluizio Netto | Curta-metragem |
| 2005 | Um Dia Meio Parado            | Curta-metragem |
| 2005 | A Mulher que Sabia Demais     | Curta-metragem |
| 2009 | 150 Miligramas                | Curta-metragem |
| 2010 | Fantasmas                     | Curta-metragem |
| 2011 | Estado de Sítio               | Longa-metragem |
| 2011 | Domingo                       | Curta-metragem |
| 2013 | Pouco Mais de um Mês          | Curta-metragem |
| 2014 | Ela Volta na Quinta           | Longa-metragem |
| 2015 | Quintal                       | Curta-metragem |
| 2018 | Temporada                     | Longa-metragem |
| 2023 | Nossa Mãe Era Atriz           | Curta-metragem |
| 2023 | O Dia que te Conheci          | Longa-metragem |